# Bergrothora globosa
Bergrothora globosa är en insektsart som först beskrevs av Melichar 1906.  Bergrothora globosa ingår i släktet Bergrothora och familjen Caliscelidae. Inga underarter finns listade i Catalogue of Life.